# Organizzazione dei pionieri di tutta l'Unione
L'Organizzazione dei pionieri di tutta l'Unione "Vladimir Il'ič Lenin" (in russo Всесоюзная пионерская организация имени В. И. Ленина?, Vsesojuznaja pionerskaja organizacija imeni V. I. Lenina) fu, in Unione Sovietica, un'organizzazione giovanile di massa riservata ai bambini di età compresa tra i 9 e i 14 anni.
L'attività dell'organizzazione, su mandato del Partito Comunista dell'Unione Sovietica, era curata dall'Unione comunista della gioventù (Komsomol), la struttura giovanile del partito.

## Storia

### Origini
L'organizzazione dei pionieri ebbe le sue origini all'interno del movimento scout russo, dove iniziarono a circolare gli ideali della rivoluzione d'ottobre del 1917. Il portavoce di spicco del bolscevismo era il capo scout della Repubblica Socialista Federativa Sovietica Russa e della Repubblica dell'Estremo Oriente Innokentij Žukov (ex segretario dell'associazione scout russa), che chiedeva la creazione di una "Cavalleria mondiale" e della "Fratellanza laburista degli scout sulla base del lavoro, del gioco, all'amore reciproco e a tutto il mondo", chiedendo una stretta collaborazione degli scout con l'Unione della Gioventù Comunista Russa (RKSM).
Parallelamente, vi era l'organizzazione jukista (da Junye Kommunisty - skauty, ovvero "giovani comunisti - scout") che cercava direttamente di combinare i principi dello scautismo con l'ideologia comunista. Il movimento fu creato nel 1918 dal Commissariato popolare per l'educazione, per la salute e lo Vsevobuč, l'organo per l'amministrazione militare di massa, ma l'idea di creare degli scout comunisti fu attribuita alla funzionaria bolscevica Vera Michajlovna Veličkina.

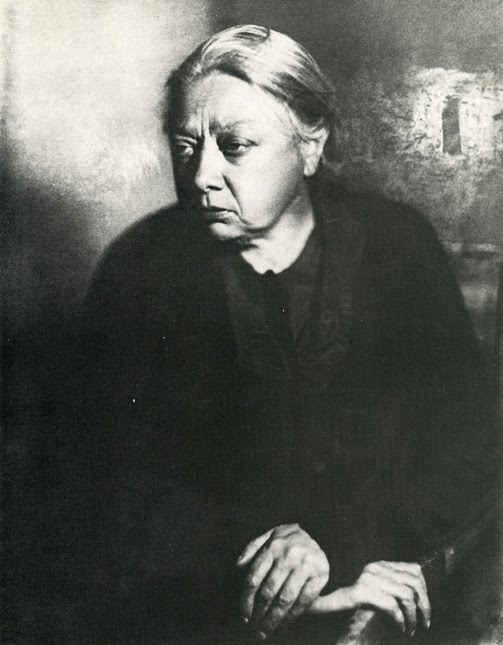
Nadežda Krupskaja

I leader del Komsomol erano fortemente contrari allo scautismo e inizialmente furono diffidenti alla creazione di nuove organizzazioni giovanili. Il secondo congresso dell'RKSM nell'ottobre 1919 riconobbe l'inadeguatezza del sistema scout per l'educazione comunista e parlò a favore dello scioglimento delle organizzazioni scout. Inoltre, il congresso si schierò a favore dello scioglimento delle organizzazioni jukiste, considerandole come "un incollaggio meccanico del sistema scout borghese e delle frasi comuniste" per la presenza di maestri scout ancora lontani dal Komsomol e dall'ideologia. Nello stesso anno, fu approvato lo scioglimento dei gruppi scout.
Tuttavia, negli ambienti bolscevichi, cominciò a farsi sentire la necessità di creare una propria organizzazione comunista per il lavoro con i bambini. L'idea fu proposta da Nadežda Krupskaja che, il 20 novembre 1921, pubblicò un rapporto "Sul boyscoutismo" (in russo О бойскаутизме?, O bojskautizme) in cui invitò il Komsomol ad adottare metodi degli scout e creare un'organizzazione scout nella forma e comunista nei contenuti. Il rapporto fu in seguito ripubblicato come "RKSM e il boyscoutismo" (in russo РКСМ и бойскаутизм?, RKSM i bojskautizm).
In seguito al discorso di Krupskaja tenuto 29 novembre 1921 presso l'ufficio del Comitato centrale dell'RKSM, fu creata una commissione speciale per discutere "Sull'utilizzo dello scautismo per educare al lavoro la gioventù e i bambini". Il 10 dicembre 1921, in base al rapporto della commissione, l'Ufficio di presidenza approvò l'inizio della ricerca di specifiche forme organizzative.

### Fondazione
All'inizio del 1922, fu proposta l'idea di utilizzare metodi scout tra i bambini e la creazione di un movimento comunista per bambini (in russo Детское коммунистическое Движение, ДКД?, Detskoe kommunističeskoe Dviženie, DKD). Žukov propose per la nuova organizzazione il nome di "pionieri", preso in prestito dalla pratica pionieristica di Ernest Thompson Seton. L'uniforme era simile a quella degli scout ma differiva nei colori: la cravatta era rossa e non verde, mentre la camicia era bianca e non verde. Žukov riprese inoltre il sistema organizzativo scout, il motto, i campi, le escursioni, le trombe e i tamburi.

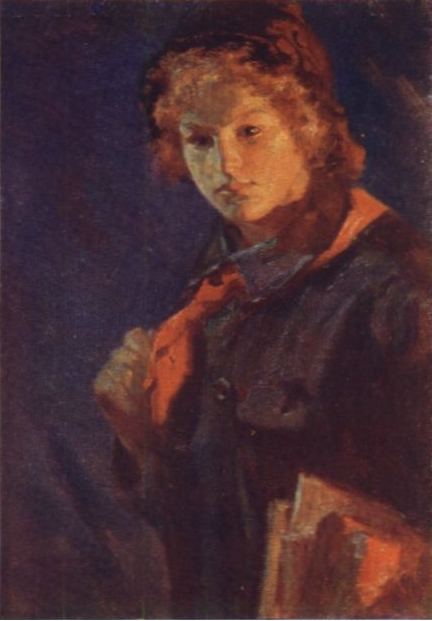
Per lo studio. Pioniera con libri, N. A. Kasatkin, 1925

Il 2 febbraio 1922, l'ufficio del Comitato Centrale dell'RKSM inviò una lettera circolare alle organizzazioni locali sulla creazione di gruppi di bambini all'interno delle cellule del Komsomol. Il 4 febbraio, la decisione corrispondente è stata presa dal Comitato di Mosca dell'RKSM. A tal fine, fu creato l'Ufficio centrale dei gruppi di bambini (in russo Центральное Бюро детских групп?, Central’noe Bjuro detskich grupp), che comprendeva il presidente del Komsomol Oskar Tarchanov, Anatolij Lunačarskij, Nadežda Krupskaya ed ex capi scout.
I primi distaccamenti furono creati negli ambienti proletari di fabbriche, consigli dei villaggi, negli orfanotrofi, nelle cellule produttive dell'RKSM e dei partiti rurali, nel Komsomol o nei club sindacali. Valerian Zorin organizzò un gruppo di bambini il 12 febbraio a Zamoskvoreč'e presso il I Convitto comunista intitolato alla III Internazionale, ma la squadra si sciolse presto. Allo stesso tempo, il 13 febbraio, un altro ex capo scout e membro dell'RKSM, il diciannovenne Michail Stremjakov, organizzò un distaccamento di "giovani pionieri" nella fabbrica di apprendistato intitolata a N. A. Borščevskij presso l'ex tipografia di Mašistov a Krasnaja Presnja. Con la stessa tipografia, Stremjakov iniziò a pubblicare ad aprile la rivista pioniera Baraban (in russo Барабан?) ed in seguito divenne il primo editore del quotidiano Pionerskaja pravda (in russo Пионерская правда?).
Il 2 marzo, sotto il Comitato centrale della RKSM, fu creato un ufficio temporaneo di gruppi di bambini con il compito di scrivere una carta, che fu presentata a maggio alla II Conferenza panrussa del Komsomol. La risoluzione, adottata il 19 maggio, stabiliva quanto segue:
Fu creato un ufficio per il lavoro tra i bambini comprendente i membri dell'ufficio centrale dei giovani pionieri del comitato centrale dell'RKSM: Innokentij Žukov, quattro ex capi scout, Nadežda Krupskaja per il partito e Anatolij Lunačarskij per il governo.
Per tutto il 1922, distaccamenti pionieristici cominciarono ad apparire in diverse città e villaggi. Il 3 dicembre, i primi distaccamenti dei pionieri apparvero a Pietrogrado. Il primo fu organizzato dal membro diciassettenne del Komsomol Sergej Margo nella fabbrica "Karl Marx" dove lavorava. Altri quattro distaccamenti furono creati dai nuclei russi dei giovani scout nel club delle vecchie e giovani guardie nell'edificio 14 della Teatral'naja Ploščad'.
A ottobre, il V Congresso panrusso dell'RKSM decise di riunire tutti i distacchi pionieristici nell'organizzazione comunista dei "Giovani pionieri di Spartaco" (in russo Юные пионеры имени Спартака?, Junye pionery imeni Spartaka). Il 21 gennaio 1924, il giorno della morte di Lenin, l'organizzazione ricevette il nome di Lenin con una decisione del Comitato Centrale dell'RKSM, e nel marzo del 1926 fu stabilito il nome ufficiale - l'organizzazione dei pionieri di tutta l'Unione "V. I. Lenin".
Nel 1925, entrò in attività il campo dei pionieri Artek vicino a Gurzuf, in Crimea, RSS Ucraina, con a capo Sergej Margo.

### Anni trenta e Seconda guerra mondiale

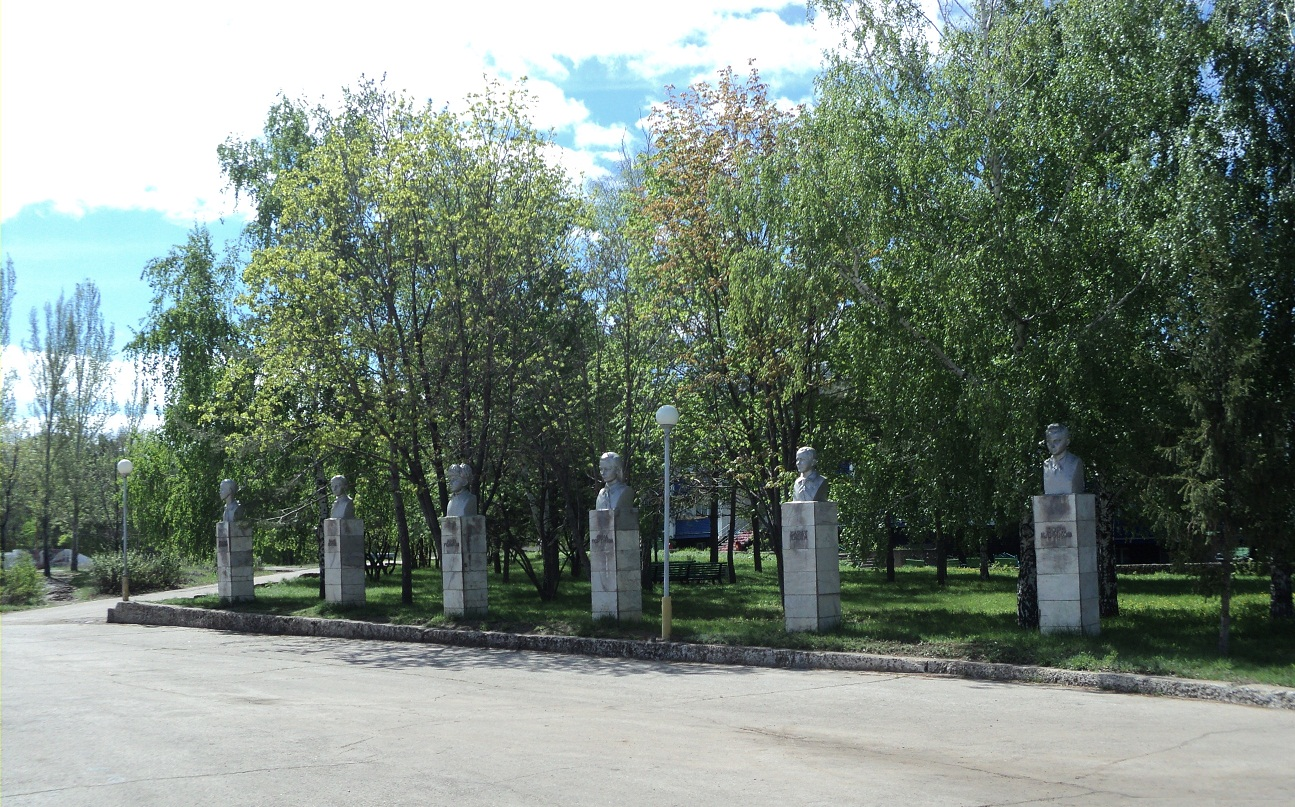
Memoriale dedicato agli eroi pionieri della Grande Guerra Patriottica vicino a Togliatti, nell'ex campo dei pionieri Alye parusa.

Nella prima metà degli anni trenta, i pionieri furono coinvolti nella lotta contro i nemici antisovietici, considerata come un dovere civico di un Pioniere. Il tredicenne Pavlik Morozov divenne un esempio di pioniere ideale e fu tra i principali soggetti della propaganda dell'epoca. Secondo la versione ufficiale, Morozov consegnò suo padre alle autorità con l'accusa di aver aiutato i kulaki.
Nel 1932, il Comitato centrale del Partito Comunista emise una risoluzione "Sul lavoro dell'organizzazione pioniera" nella quale propose che i distaccamenti fossero completamente riorganizzati. Le attività dei pionieri furono introdotte all'interno dell'istruzione scolastica al fine di guidare le squadra verso la lotta per la conoscenza, la scienza, la tecnologia, la creatività e l'autodisciplina. Tali provvedimenti furono attuati in base alle nuove politiche economiche riguardanti l'industrializzazione e la collettivizzazione del sistema agricolo che necessitavano di diplomati ideologicamente mature e pronte per università e politecnici.
Sin dall'inizio della seconda guerra mondiale, i pionieri cercarono di assistere gli adulti contro il nemico sia nelle retrovie sia sul campo, all'interno di sezioni partigiane e clandestine. I pionieri divennero esploratori, partigiani, marinai sulle navi da guerra e aiutarono a proteggere i feriti. Per meriti militari, decine di migliaia di pionieri ricevettero ordini e medaglie, quattro hanno ricevuto postumo il titolo di Eroe dell'Unione Sovietica: Leonid Golikov, Zinaida Portnova, Marat Kazej e Valentin Kotik. Quest'ultimo divenne il più giovane ad esser premiato con la più alta onorificenza militare. Successivamente, i pionieri morti in battaglia furono inclusi nell'elenco ufficiale degli eroi pionieri.

### Dopoguerra

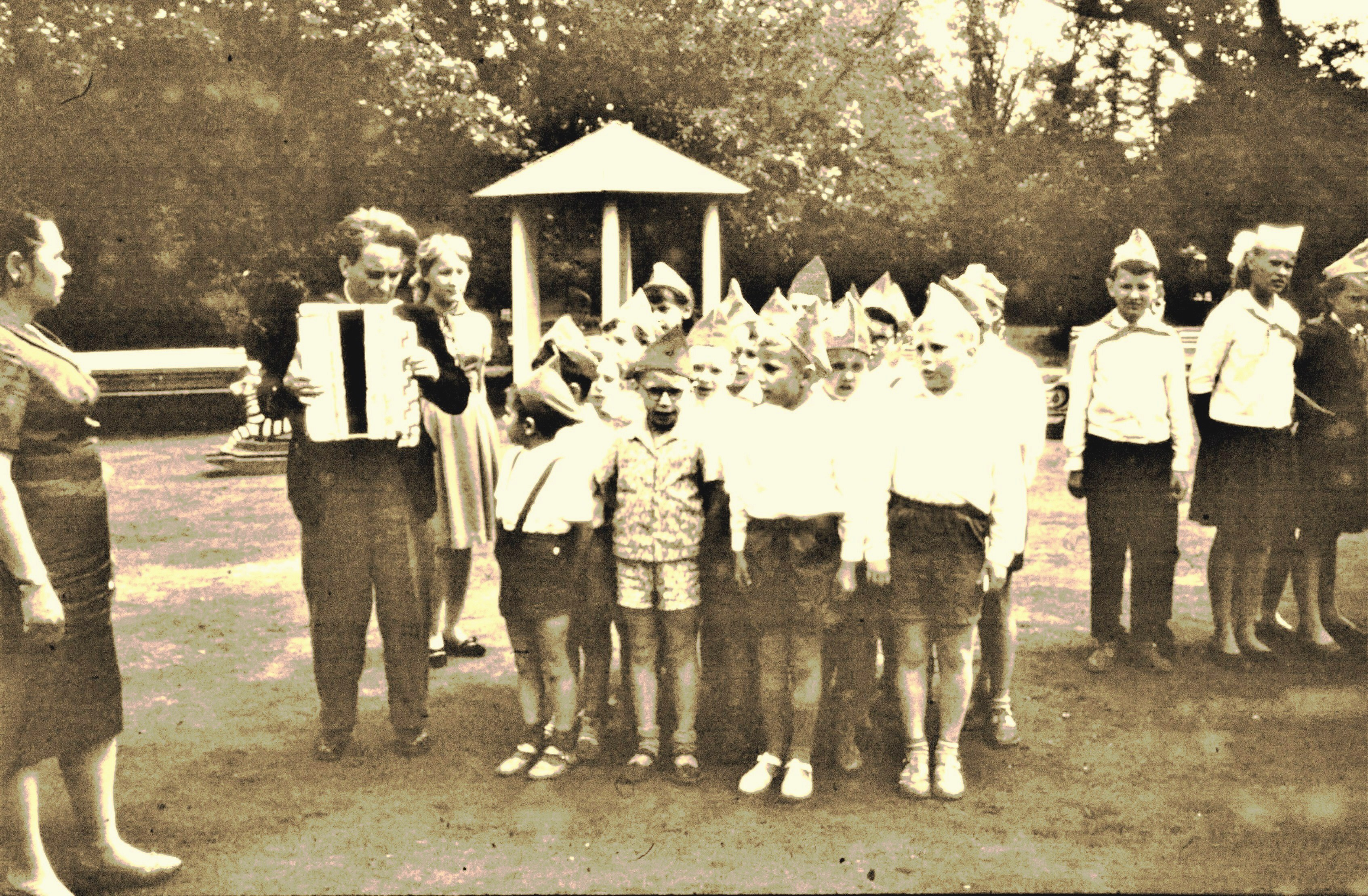
Un gruppo di Pionieri nel 1965

Dopo la fine della seconda guerra mondiale, i pionieri furono impegnati nella raccolta della carta e di rottami metallici nelle città, nella cura degli spazi verdi e nell'allevamento di piccoli animali domestici nelle aree rurali. Il migliore dei giovani lavoratori è stato premiato con i riconoscimenti della sua patria. Il 4 dicembre 1935, con il decreto del Presidio del Soviet supremo dell'URSS, la pioniera tagika Mamlakat Nachangova ricevette l'Ordine di Lenin per aver superato per sette volte la quota media di un adulto nella raccolta del cotone. L'Ordine del distintivo d'onore è stato assegnato a Išan Kadyrov e Chavachan Atakulova, i giovani allevatori Alëša Fadeev dell'oblast' di Leningrado, Barasbi Chamgokov dell'oblast' autonoma di Kabarda, Kolja Kuzmin dell'oblast' di Kaliningrad, Vanja Čulkov dell'oblast' di Mosca, Mamed Hasanov del Daghestan, Vasja Voznjuk della RSS Ucraina, Buza Šamžanov della RSS Kazaka ed Eteri Gvinceladze della RSS Georgiana.
Nelle repubbliche dell'Asia centrale, i pionieri coltivavano cotone. I pionieri Tursunali Matkazinov e Natella Čelebadze nel 1949 ricevettero il titolo di Eroe del lavoro socialista e ricevettero la medaglia della Stella d'oro e l'Ordine di Lenin.
Dal 1953 al 1956, furono fatte proposte al Comitato Centrale del Komsomol e al Comitato Centrale del PCUS per rinominare l'Organizzazione Pioniera di tutta l'Unione "V. I. Lenin" nell'Organizzazione pioniera dell'Unione "V.I. Lenin e I. V. Stalin".
Dal 1955, i nomi dei migliori pionieri iniziarono ad essere inseriti nel libro d'onore dell'Organizzazione pioniera di tutta l'Unione. Nel 1958 furono introdotti tre livelli nell'organizzazione dei bambini, a ciascuno dei quali fu assegnato un distintivo speciale. Per passare ad un nuovo livello, il pioniere doveva lavorare secondo un piano individuale precompilato. Tutto il lavoro pionieristico veniva unito ad un piano pionieristico di due anni, incentrato sull'assistenza specifica agli adulti per la realizzazione del piano settennale.
Dal 1962, il distintivo del pioniere presentò il profilo di Lenin, simboleggiando il riconoscimento da parte dello stato dei meriti dell'organizzazione pioniera. Ciò avvenne dopo l'assegnazione dell'Ordine di Lenin nel 1962 per il successo nell'educazione socialista dei giovani. Il premio fu poi riconfermato nel 1972.
Nel 1970, l'organizzazione contava più di 23 milioni di pionieri raggruppate in oltre 118.000 squadre.

### Dissoluzione
Durante il periodo della perestrojka e delle riforme liberali, il presidente del Consiglio centrale dell'Organizzazione pioniera di tutta l'Unione Igor Nikitin fu il principale ideologo della radicale ristrutturazione delle attività dei pionieri verso la democratizzazione, con l'obiettivo di separarsi dal Komsomol. Il 1º ottobre 1990, al decimo raduno dei pionieri nel campo Artek, i delegati decisero di trasformare la singola organizzazione di pionieri nella "Unione delle organizzazioni pionieristiche - Federazione delle organizzazioni per l'infanzia" (in russo Союз пионерских организаций — Федерацию детских организаций, СПО-ФДО?, Sojuz pionerskich organizacij — Federaciju detskich organizacij, SPO-FDO). Tuttavia, l'organizzazione non aveva una forma giuridica indipendente, il Consiglio centrale aveva solo funzioni consultive e, sulla base del regolamento sull'organizzazione pioniera di tutta l'Unione V.I. Lenin, era e faceva parte del comitato centrale del Komsomol, contrario alla riorganizzazione.
Tra il 27 e il 28 settembre 1991, dopo la messa al bando e la dissoluzione del PCUS, a Mosca si tenne il XXII Congresso straordinario del Komsomol presieduto dal primo segretario del comitato centrale del Komsomol Vladimir Zjukin e dal secondo segretario del comitato centrale di Komsomol Vjačeslav Kopiev. Il Congresso dichiarò decaduto il ruolo storico del Komsomol e sciolse l'organizzazione. Di conseguenza, anche i pionieri cessarono le loro attività.
Dopo la dissoluzione dell'URSS e l'auto-scioglimento del Komsomol, le proprietà dell'organizzazione furono confiscate e consegnate alla SPO-FDO. Nei rajon, i Palazzi dei pionieri furono riqualificati in “Case per bambini e creatività dei giovani” (in russo Дом детского и юношеского творчества?, Dom detskogo i junošeskogo tvorčestva) e divennero di proprietà dei comuni, mentre la stragrande maggioranza dei campi pionieristici furono convertiti in campeggi, pensioni e campi estivi.

## Ideologia
In base ai regolamenti stabili dal Comitato Centrale del Komsomol, l'obiettivo dell'organizzazione pioniera era quello di educare i giovani alla causa del Partito Comunista dell'Unione Sovietica, ovvero l'edificazione del comunismo secondo i principi del marxismo-leninismo.
культуры, непримиримости ко всему, что чуждо социалистическому образу жизни.»
(Regolamento sull'Organizzazione dei Pionieri di tutta l'Unione "V. I. Lenin", 1986)

## Procedura di ammissione

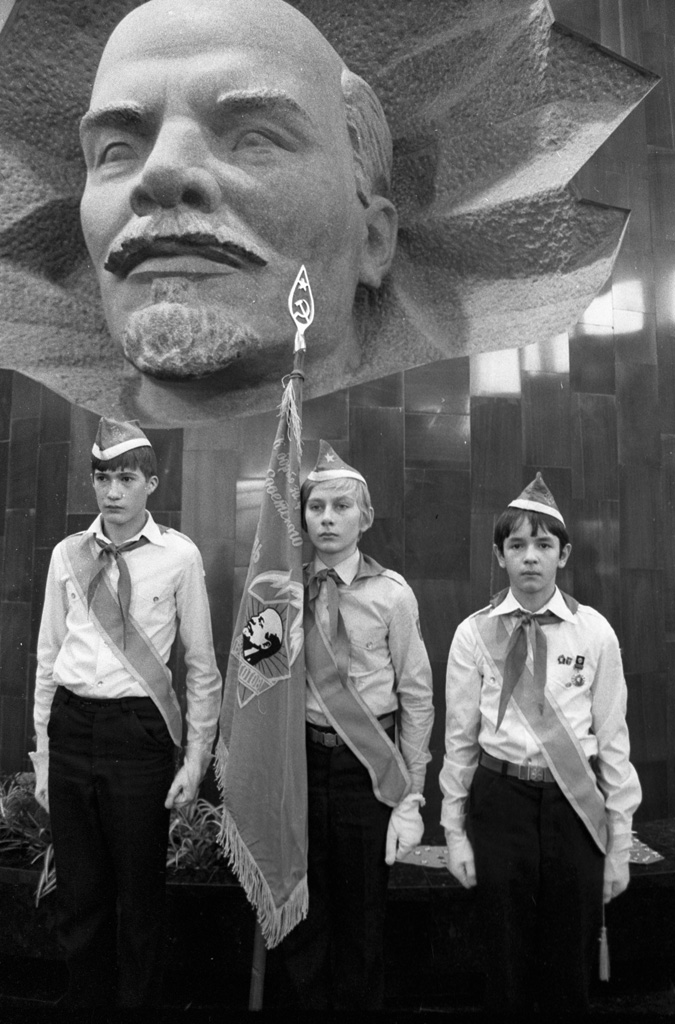
Guardia d'onore al Museo V. I. Lenin.

Gli studenti dai 9 ai 14 anni potevano essere ammessi all'organizzazione pioniera. Formalmente, l'iscrizione avveniva su base volontaria. L'accoglienza veniva effettuata individualmente, votando apertamente alla riunione di un distaccamento o squadra pionieristica (se non era divisa in distaccamenti) e operando in una scuola e in un collegio.
Dopo essersi unito all'organizzazione pioniera, il nuovo membro doveva recitare la "Solenne promessa del pioniere dell'Unione Sovietica" (Торжественное обещание пионера Советского Союза). Successivamente, un membro del Komsomol o un pioniere anziano gli legavano un fazzoletto rosso e gli attaccavano il distintivo da pioniere.
Di norma, la cerimonia d'ammissione avveniva in un clima festoso durante le vacanze comuniste in luoghi storici e monumenti dedicati alla rivoluzione

### Solenne promessa del pioniere dell'Unione Sovietica
Versione del 1922:
( Комсомол и детское движение (под ред. ЦБЮП при ЦК РЛКСМ), 1925,  p. 32.)
Versione del 1923:
1. Буду твёрдо стоять за дело рабочего класса в его борьбе за освобождение рабочих и крестьян всего мира.
2. Буду честно и неуклонно выполнять законы и обычаи юных пионеров.»

1. Sosterrò fermamente la causa della classe lavoratrice nella sua lotta per la liberazione degli operai e dei contadini di tutto il mondo
2. Rispetterò onestamente e costantemente le leggi e i costumi dei giovani pionieri.»

( Юный пионер. Сборник лекций, читанных на первых Московских губернских курсах работников детских коммунистических групп тт. В. Зориным, М. Стремяковым, Я. Смоляровым, Л. Котенко, 1924,  p. 57.)
Versione del 1924:
( Памятка юного пионера, 1925,  p. 33.)
Versione del 1928:
1. Буду твёрдо стоять за дело рабочего класса в его борьбе за освобождение трудящихся всего мира.
2. Буду честно и неуклонно выполнять заветы Ильича — Законы ЮП.»

1. difenderò fermamente la causa della classe operaia nella sua lotta per la liberazione dei lavoratori del mondo.
2. Eseguirò onestamente e costantemente i precetti di Il'ič e le leggi dei pionieri.»

( Положение о детских коммунистических отрядах имени В. И. Ленина., 1933,  p. 5.)
Ultima versione del 1986:
(Положение о Всесоюзной пионерской организации имени В. И. Ленина)

### Leggi dei pionieri
Le leggi dei pionieri dell'Unione Sovietica (in russo Законы пионеров Советского Союза?, Zakony pionerov Sovetskogo Sojuza) stabilivano i doveri e le qualità che ogni pioniere doveva avere. Nel corso degli anni, le leggi sono state modificate in base alle stesure del programma generale.
| Versione del 1922 | Versione del 1967 | Versione del 1986 |
| --- | --- | --- |
| - Il pioniere è fedele alla classe lavoratrice; - Il pioniere è onesto, modesto, sincero e non pigro; - Il pioniere è amico e fratello di qualsiasi altro pioniere e membro del Komsomol; - Il pioniere esegue; - Il pioniere ama il lavoro, è creativo e non si scoraggia mai; - Il pioniere è parsimonioso e rispetta il lavoro altrui. | - Il pioniere è fedele alla Patria, al partito e al comunismo; - Il pioniere si prepara a diventare membro del Komsomol; - Il pioniere si mantiene attento alla lotta degli eroi e del lavoro; - Il pioniere onora il ricordo dei combattenti caduti e si prepara a diventare il difensore della Patria; - Il pioniere è costante nello studio, nel lavoro e nello sport; - Il pioniere è un compagno onesto e fedele, rappresenta sempre coraggiosamente la verità. - Il pioniere è compagno e guida dei figli dell'Ottobre - Il pioniere è amico dei pionieri e dei figli dei lavoratori di tutti i paesi. | - Il pioniere, giovane edificatore del comunismo, lavora e studia per il bene della patria, si prepara a diventare il suo difensore; - Il pioniere è un combattente attivo per la pace, un amico dei pionieri e dei figli dei lavoratori di tutti i paesi; - Il pioniere eguaglia i comunisti, si prepara a diventare un membro del Komsomol, guida i figli dell'Ottobre; - Il pioniere mantiene l'onore della sua organizzazione, ne rafforza l'autorità con le sue azioni; - Il pioniere è un compagno affidabile, rispetta gli anziani, si prende cura dei più piccoli, agisce sempre secondo coscienza e onore; |

## Organizzazione
Inizialmente, le organizzazioni pionieristiche locali furono create da cellule del RKSM presso fabbriche, istituzioni e villaggi. Le organizzazioni pionieristiche nelle scuole iniziarono a essere create nel 1923 (sotto il nome di "avamposti" e "basi") ed unendo i pionieri di diversi gruppi furono impiegati per contribuire alla lotta per una "nuova scuola". Nel 1929, la ristrutturazione dell'organizzazione iniziò a livello scolastico (classe - distacco, scuola - squadra) ma lo sforzo fu così imponente che il Comitato Centrale del Partito Comunista di tutta l'Unione (bolscevico), con un decreto speciale del 21 aprile 1932, condannò "i tentativi di liquidare il movimento dei pionieri fondendolo con la scuola, nonché le distorsioni che hanno propagato il trasferimento delle funzioni educative della scuola al movimento dei pionieri".. Tuttavia, questa decisione non ebbe alcun risultato e alla fine il sistema del "distaccamento della classe" e "squadra della scuola" fu adottato negli istituti sovietici.
Nella sua forma classica, l'Organizzazione di tutta l'Unione univa le organizzazioni pionieristiche repubblicane, provinciali, regionali, distrettuali, cittadine, distrettuali presenti sul territorio sovietico. Formalmente, il regolamento dichiarava che l'organizzazione era basata su una "squadra" (in russo дружина?, družina) di almeno tre pionieri e che veniva creata in scuole, orfanotrofi e collegi. Nelle squadre con più di 20 pionieri, venivano creati dei "distaccamenti" (in russo отряды?, otrjady) con tre pionieri. Unità di età diverse potrevano essere create in orfanotrofi e campi pionieristici. Un distaccamento di 15 o più pionieri veniva diviso in "unità" (in russo звень?, zven').

### Pionieri anziani
Nel 1982, tra i cambiamenti apportati alla struttura dell'organizzazione, fu introdotto un nuovo collegamento tra i pionieri e i membri di Komsomol, ovvero la carica di "pioniere senior" per gli studenti del 7º e 8º anno. La differenza nell'uniforme riguardava l'uso di un distintivo diverso che combinava gli elementi di quello del Komsomol e dei pionieri.

### Autogoverno pionieristico
L'organo più importante della squadra, del distaccamento e dell'unità, è il raduno dei pionieri.
- Il raduno del distaccamento ammetteva gli scolari nell'organizzazione pioniera, suggeriva al consiglio della squadra quali pionieri raccomandare per il Komsomol, programmava il lavoro, valutava le attività del consiglio del distaccamento, dell'unità e di ogni pioniere. Il raduno della squadra eleggeva il consiglio della squadra.
- Il raduno della squadra eleggeva il consiglio della squadra, il raduno e il consiglio del distaccamento. I consigli della squadra e i distacchi eleggevano il presidente del consiglio della squadra e del distaccamento.

Nelle organizzazioni pioniere di tutta l'Unione, repubblicane, provinciali, regionali, distrettuali e cittadine, la forma di autogoverno dei pionieri erano le manifestazioni pionieristiche, che si tenevano ogni 5 anni (a livello di tutta l'Unione e repubblicano) o una volta ogni 2-3 anni (regionali, provinciali, distrettuali e cittadini). I consigli della città (o del distretto) dell'organizzazione pioniera creavano quartier generali pionieristici formati da rappresentanti di tutte le squadre pioniere della città. La parte più attiva dell'organizzazione pioniera, la sua élite più attiva, si riuniva presso la sede cittadina.

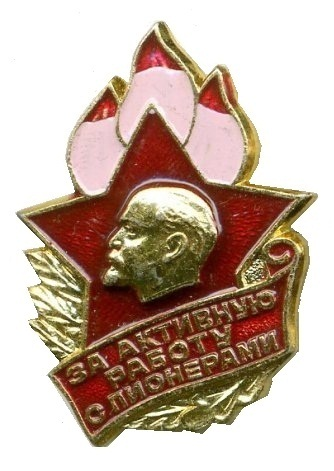
Distintivo "Per il lavoro attivo con i pionieri".
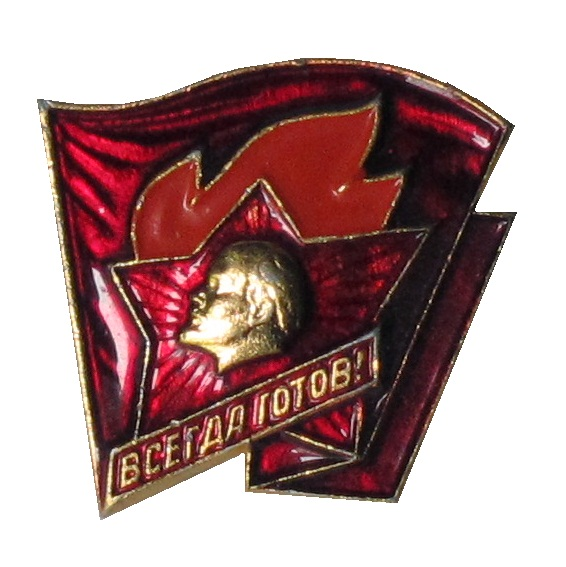
Distintivo del pioniere senior.
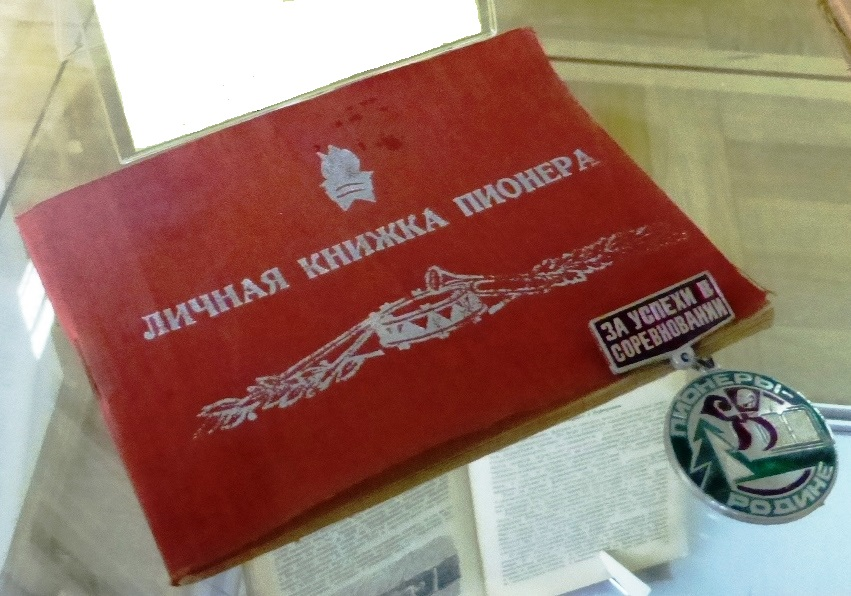
Libro personale del pioniere con medaglia.

## Leadership
L'Organizzazione dei pionieri di tutta l'Unione era guidata dall'Unione della Gioventù Comunista Leninista di tutta l'Unione o Komsomol, che a sua volta era controllata dal Partito Comunista dell'Unione Sovietica. Tutti i consigli delle organizzazioni pioniere lavoravano sotto la guida dei rispettivi comitati di Komsomol. I congressi e le conferenze del Komsomol ascoltavano le relazioni dei consigli delle organizzazioni pionieristiche e ne valutavano le prestazioni.

### Leader del movimento pionieristico dell'URSS
| Nome                              | Mandato          | Mandato           | Note |
| Nome                              | Inizio           | Fine              | Note |
| --------------------------------- | ---------------- | ----------------- | --- |
| Nikolaj Pavlovič Čaplin           | 21 giugno 1922   | 14 settembre 1922 | Presidente dell'ufficio centrale dei giovani pionieri presso il Comitato centrale del Komsomol. |
| Oskar Sergeevič Tarchanov         | settembre 1922   | giugno 1923       | Presidente dell'ufficio centrale dei giovani pionieri presso il Comitato centrale del Komsomol. |
| Vasilij Filippovič Vasjutin       | 4 settembre 1923 | 3 giugno 1924     | Presidente dell'ufficio centrale dei giovani pionieri presso il Comitato centrale del Komsomol. |
| Elizaveta Michajlovna Teremjakina | 3 giugno 1924    | 5 febbraio 1926   | Presidente dell'Ufficio centrale dei giovani pionieri presso il Comitato centrale dell'RLKSM. |
| Ol'ga Ivanovna Maksima            | marzo 1926       | luglio 1927       | Presidente dell'Ufficio centrale dei giovani pionieri presso il Comitato centrale del VLKSM. |
| Sergej Aleksandrovič Saltanov     | 1927             | 1928              | Presidente dell'Ufficio centrale dei giovani pionieri presso il Comitato centrale del VLKSM. |
| Аnna Alekseevna Sever'janova      | 17 maggio 1928   | 16 gennaio 1931   | Presidente dell'Ufficio centrale dei giovani pionieri presso il Comitato centrale del VLKSM. |
| Tat'jana Vasil'evna Andreeva      | 26 gennaio 1931  | 13 dicembre 1931  | Presidente dell'Ufficio centrale dei giovani pionieri presso il Comitato centrale del VLKSM. |
| Valentin Vasil'evič Zolotuchin    | 1931             | 1935              | Presidente dell'Ufficio centrale dei giovani pionieri presso il Comitato centrale del VLKSM. |
| Tamara Ivanovna Eršova            | 1947             | 1952              | Segretario/a del Comitato centrale del VLKSM per il lavoro tra i pionieri e i giovani delle scuole. |
| Zoja Petrovna Tumanova            | 1952             | 1958              | Presidente del Consiglio centrale dell'Organizzazione pionieristica di tutta l'Unione "Lenin" presso il Comitato centrale del VLKSM. |
| Ljubov' Kuz'minična Baljasnaja    | 1958             | 1964              | Presidente del Consiglio centrale dell'Organizzazione pionieristica di tutta l'Unione "Lenin" presso il Comitato centrale del VLKSM. |
| Roza Alekseevna Kurbatova         | 1964             | 1966              | Presidente del Consiglio centrale dell'Organizzazione pionieristica di tutta l'Unione "Lenin" presso il Comitato centrale del VLKSM. |
| Tamara Alekseevna Kucenko         | 1966             | 1971              | Presidente del Consiglio centrale dell'Organizzazione pionieristica di tutta l'Unione "Lenin" presso il Comitato centrale del VLKSM. |
| Alevtina Vasil'evna Fedulova      | 1971             | 1983              | Presidente del Consiglio centrale dell'Organizzazione pionieristica di tutta l'Unione "Lenin" presso il Comitato centrale del VLKSM. |
| Ljudmila Ivanovna Šezova          | 1983             | 1986              | Presidente del Consiglio centrale dell'Organizzazione pionieristica di tutta l'Unione "Lenin" presso il Comitato centrale del VLKSM. |
| Igor' Nikolaevič Nikitin          | 1986             | 1990              | Presidente del Consiglio centrale dell'Organizzazione pionieristica di tutta l'Unione "Lenin" presso il Comitato centrale del VLKSM. Iniziatore delle riforme liberali tra i pionieri durante la sua direzione del Komsomol, iniziatore nel 1990 della realizzazione del X Raduno dei pionieri di tutta l'Unione per la realizzazione di un'alternativa alla "Organizzazione dell'Unione pionieristica dell'URSS". |
| Elena Evgen'evna Čepurnych        | 1990             | 1991              | Presidente e Vice Presidente del Consiglio Centrale. L'Organizzazione pioniera di tutta l'Unione "Lenin" venne posta sotto il Comitato centrale di Komsomol e guidata dal presidente dell'Unione delle organizzazioni pionieristiche - Federazione delle organizzazioni per bambini dell'URSS. |

## Attività
- Raccolta di carta straccia
- Raccolta di rottami

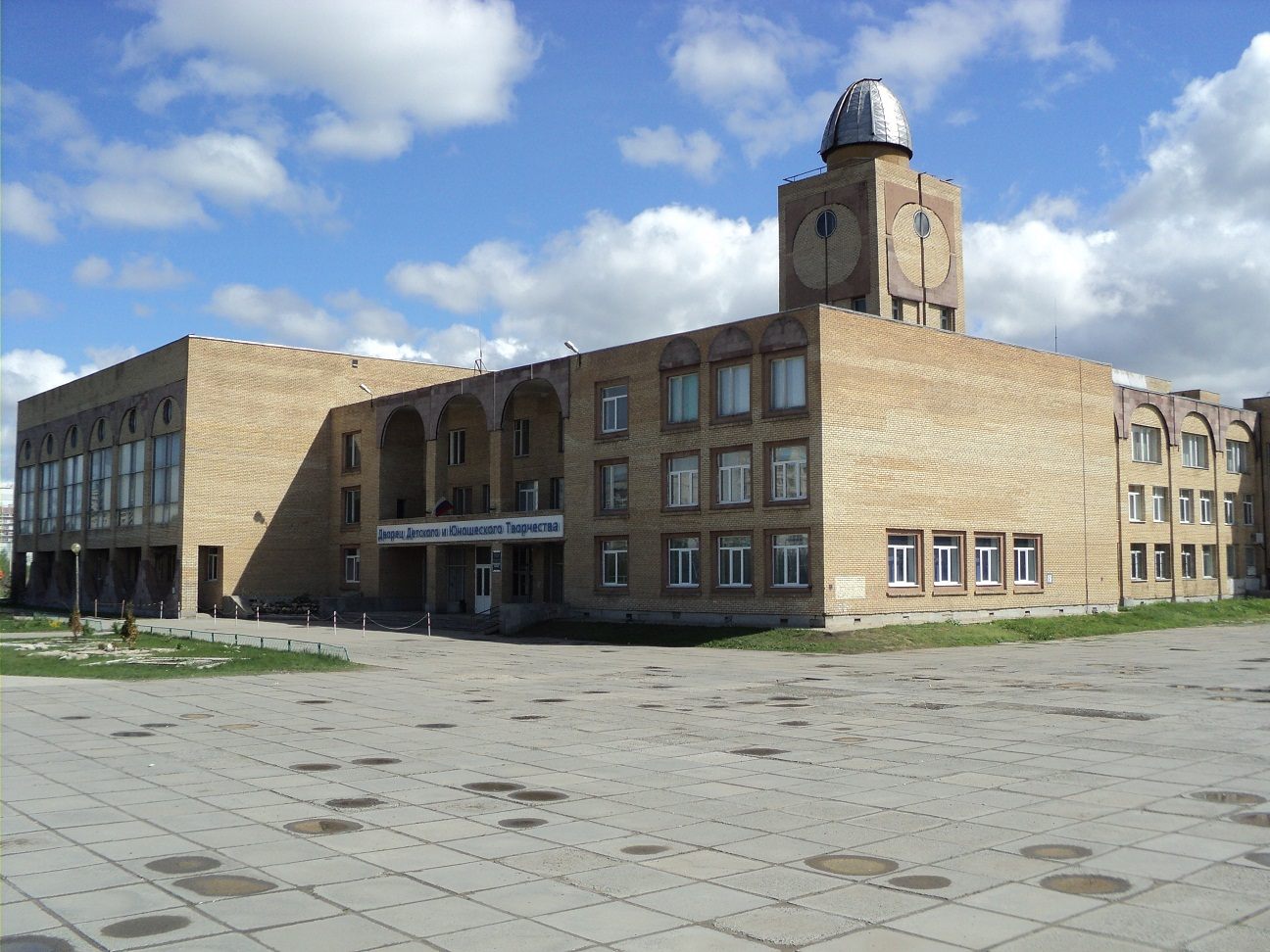
Palazzo dei pionieri (Dvorec pionerov) a Togliatti. Nota anche come casa dei pionieri (Dom pionerov), era una serie di edifici che esistevano in ogni città dell'URSS. Dopo lo scioglimento dell'organizzazione pioniera furono riformate in "Case della creatività dei bambini e della gioventù" (Doma detskogo i junošeskogo tvorčestva).

- Vigilanza sul sistema e le canzoni
- Aiuto ai pensionati (movimento di Timurov)
- Sport militari Zarnica
- Competizione internazionale di squadre di calcio nazionali Kožanyj mjač.
- Competizioni di tutte le squadre nazionali di hockey su ghiaccio Zolotaja šajba
- Gioco di squadra con palla Pionerbol (versione semplificata della pallavolo)
- Gioco di squadra con la palla Snajper (variante del dodgeball)
- Giovani assistenti agli ispettori del traffico (movimento "JUID")[32]
- Vigili del fuoco volontari della gioventù (movimento "UDPD")[33]
- Goluboj patrul' ("Pattuglia blu" per la preservazione delle risorse idriche)
- Zelënyj patrul' ("Pattuglia verde" per la conservazione delle foreste)
- Giovani naturalisti
- Classi in società sportive e sezioni
- Allevamento di cavalli e cani (negli anni trenta)

### Medaglie

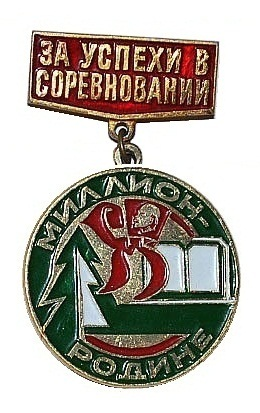
Per il successo alla competizione Million-rodine per la raccolta di carta straccia e rottami metallici.
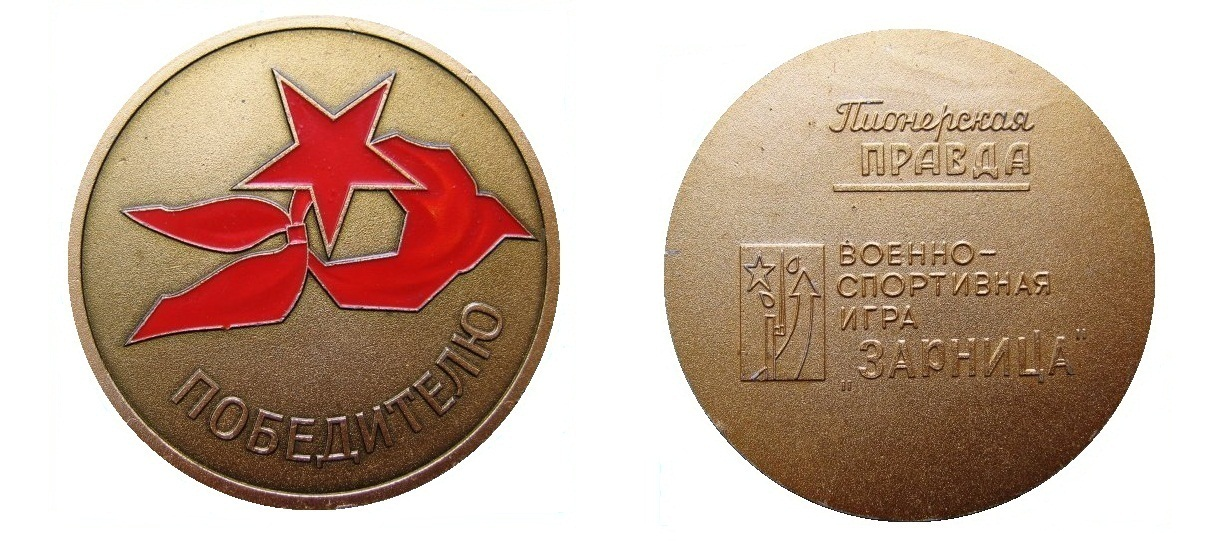
Medaglia per il vincitore della competizione sportiva-militare Zarinca promossa dalla Pionerskaja pravda.
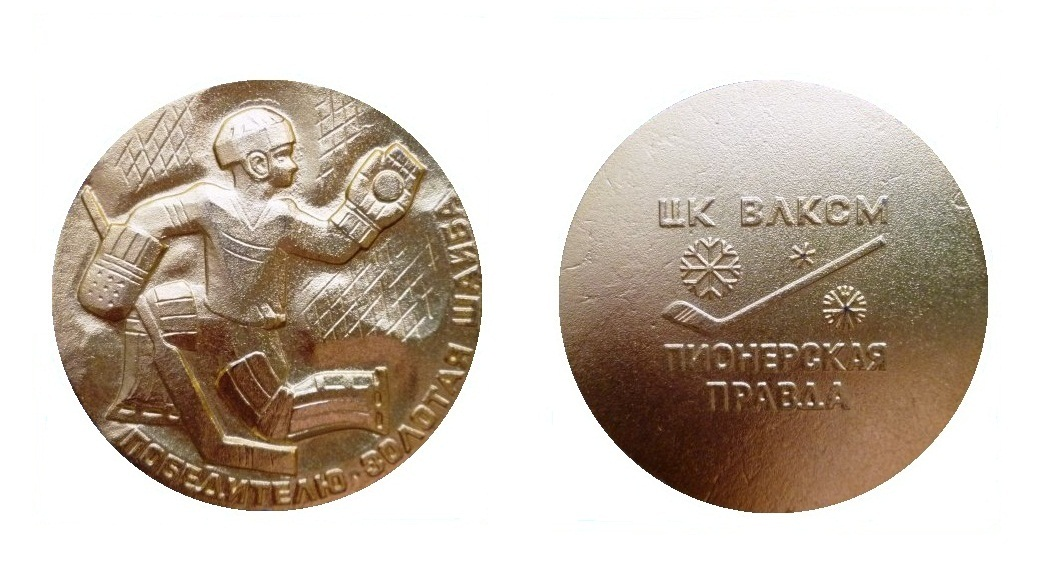
Medaglia per il vincitore del torneo giovanile di hockey su ghiaccio Zolotaja šajba promossa dalla Pionerskaja pravda.
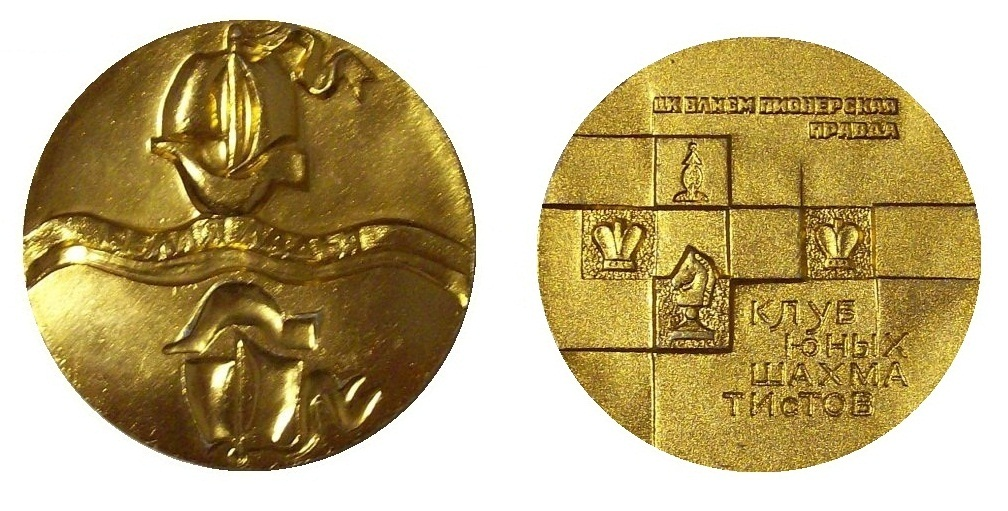
Medaglia per il vincitore del torneo giovanile di scacchi promossa dalla Pionerskaja pravda.
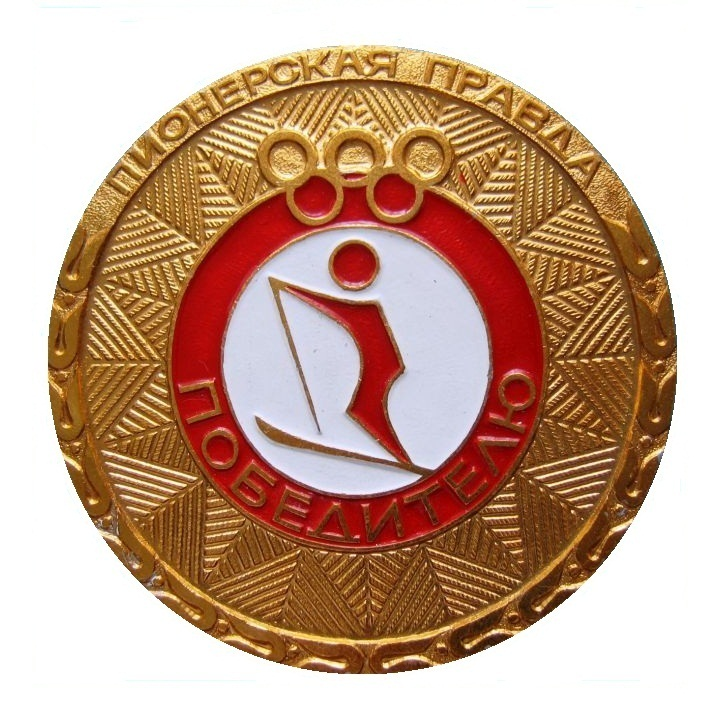
Medaglia al vincitore della competizione sciistica pansovietica dei pionieri e degli scolari promossa dalla Pionerskaja pravda.
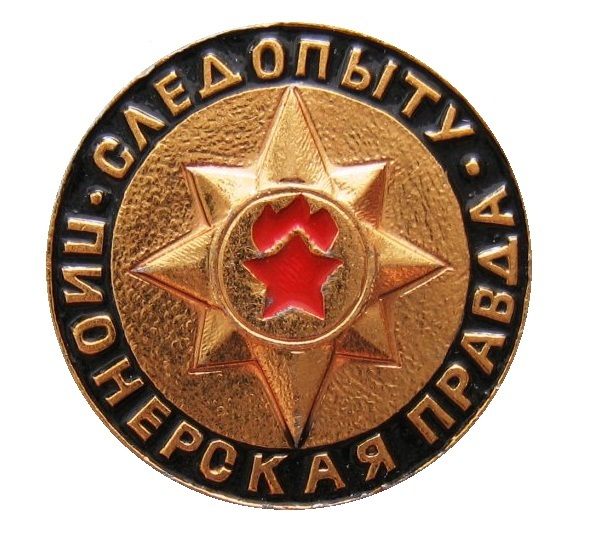
Medaglia per il giovane esploratore eccellente nell'orientamento di terra in una competizione promossa dalla Pionerskaja pravda.
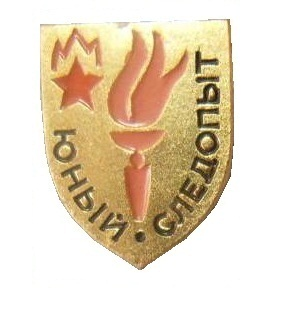
Spilla del "Giovane esploratore".
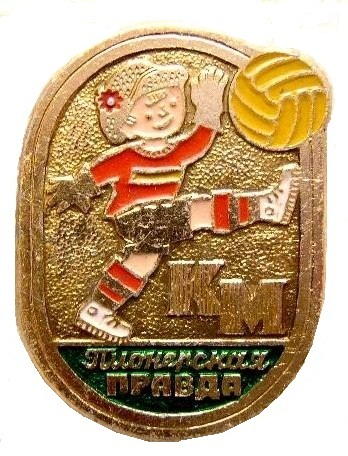
Distintivo del torneo di calcio per bambini Kožanyj mjač promosso dalla Pionerskaja pravda.

## Simbologia

### Accessori
Gli accessori pionieristici più importanti erano lo stendardo della squadra, le bandiere del distaccamento, il bugle e il tamburo, che accompagnavano tutti i solenni rituali dei pionieri. Ad ogni squadra di pionieri veniva assegnata una stanza dove venivano immagazzinati i materiali appropriati e organizzate le riunioni del consiglio della squadra. Nella stanza dei pionieri, di regola, si trovava uno stand rituale con attributi pionieristici, un angolo leninista e un angolo dell'amicizia internazionale. A scuola e in classe, i pionieri scrivevano e pubblicavano giornali scritti a mano e cartelloni.

### Uniforme
L'uniforme classica coincideva con quella scolastica, alla quale venivano aggiunti dei simboli pionieristici: una cravatta rossa e un distintivo da pioniere.
Nelle occasioni solenni (festività, saluti alla festa e nei forum di Komsomol, una riunione di delegazioni straniere, ecc.), È stata indossata un'uniforme da cerimonia, che comprendeva:
- Pilotka rossa, cravatte e distintivi da pioniere
- Per i maschi, camicia bianca con bottoni dorati ed emblemi sulle maniche, cintura marrone chiaro con fibbia dorata, pantaloni blu, calze bianche e scarpe scure;
- Per le femmine, camicia bianca con bottoni dorati ed emblemi sulle maniche, cintura marrone chiaro con fibbia dorata, gonna blu, calze bianche e scarpe scure;
- Nelle regioni a clima caldo, le scarpe venivano sostituite con sandali e i pantaloni potevano essere sostituiti con pantaloncini, se ciò non contraddiceva lo spirito dell'evento e le tradizioni nazionali della repubblica;

- Nei gruppi più famosi, l'uniforme da parata era completata da un nastro rosso sopra la spalla e da guanti bianchi;
- Sulla manica sinistra della camicia da parata, sopra il distintivo dell'organizzazione pioniera, era presenta una striscia di stoffa sulla quale venivano cucite delle stelle rosse di plastica come delle insegne.

Le stelle avevano due dimensioni e il loro numero aveva un determinato significato:
- 1 stella piccola: membro di un'unità, portabandiera di un distaccamento, membro del Consiglio di un distaccamento;
- 2 stelle piccole: presidente del Consiglio del distaccamento, membro del Consiglio della squadra;
- 3 stelle piccole: presidente del Consiglio della squadra, membro del quartier generale dei pionieri del rajon;
- 4 stelle piccole: presidente del quartier generale dei pionieri del rajon, membro del quartier generale dei pionieri della città;
- 1 stella grande: consigliere del distaccamento;
- 2 stelle grandi: consigliere senior;
- 3 stelle grandi: capo della sede centrale dei pionieri del rajon, membro del consiglio comunale dell'organizzazione pioniera.

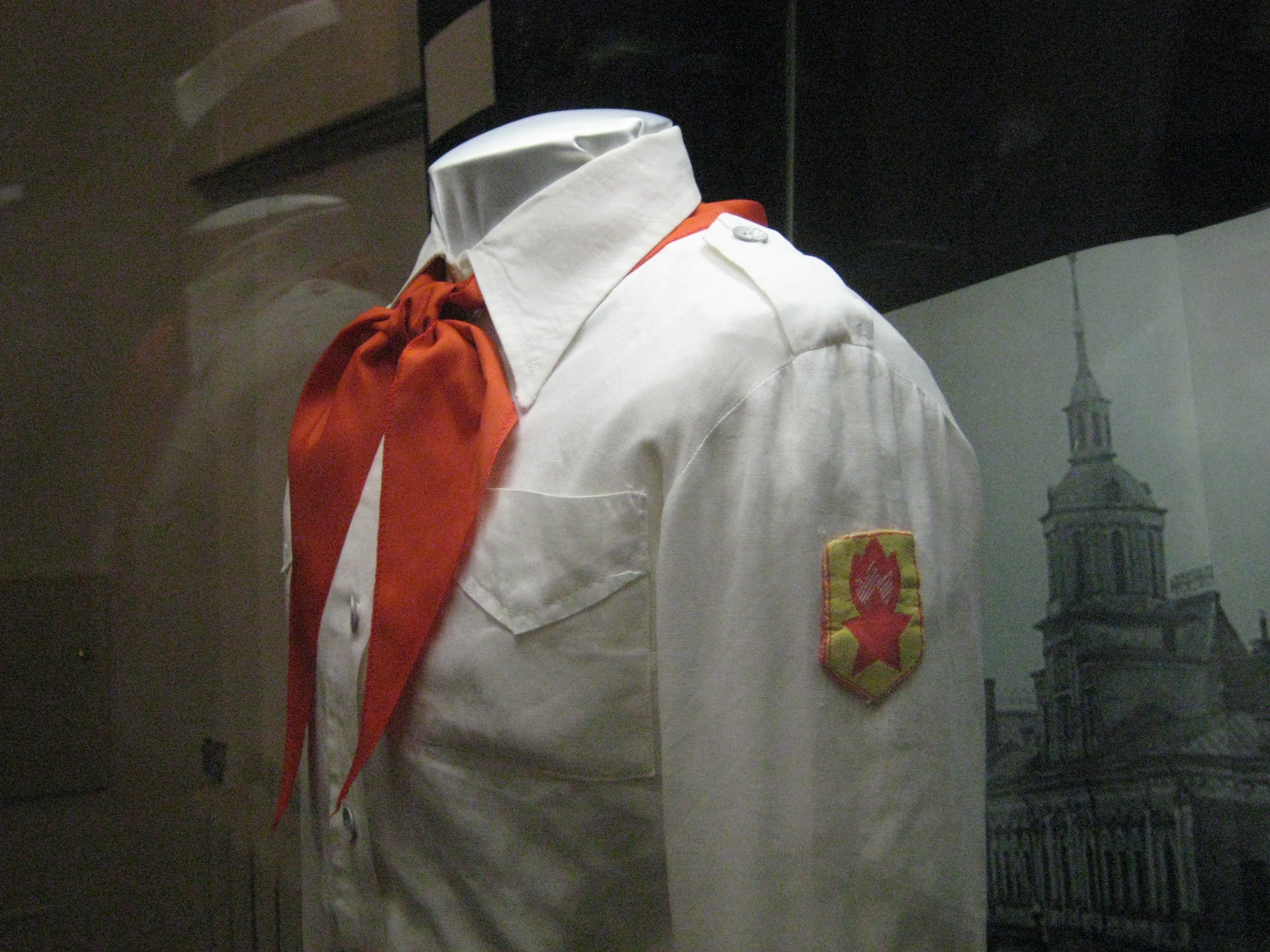
Uniforme da parata.
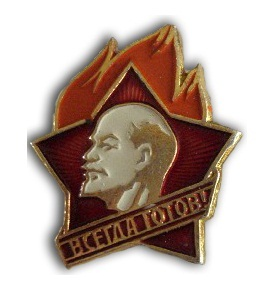
Distintivo standard di un pioniere.

### Inno
L'inno dell'organizzazione pioniera era la "Marcia dei giovani pionieri" (in russo Марш юных пионеров?, Marš junich pionerov), scritta nel 1922 dal pianista Sergej Kajdan-Dëškin e il poeta Aleksandr Žarov, entrambi membri del Komsomol. Il brano è noto anche con il titolo Vzejtes kostrami, sinie noči (Взвейтесь кострами, синие ночи), tratto dalle parole del primo verso della prima strofa.
| Testo in cirillico | Traslitterazione | Traduzione |
| --- | --- | --- |
| Взвейтесь кострами, синие ночи, Мы – пионеры, дети рабочих. Близится эра светлых годов, Клич пионера – «Всегда будь готов!» Радостным шагом с песней весёлой Мы выступаем за комсомолом. Близится эра светлых годов, Клич пионера – «Всегда будь готов!» Грянем мы дружно песнь удалую За пионеров семью трудовую. Будем примером борьбы и трудов, Клич пионера – «Всегда будь готов!» Мы поднимаем алое знамя, Дети рабочих, смело за нами! Близится эра светлых годов, Клич пионера – «Всегда будь готов!» Взвейтесь кострами, синие ночи, Мы – пионеры, дети рабочих. Близится эра светлых годов, Клич пионера – «Всегда будь готов!» | Vzvejtes' kostrami, sinie noči, My – pionery, deti rabočih. Blizitsja ėra svetlych godov, Klič pionera – «Vsegda bud' gotov!» Radostnym šagom s pesnej vesëloj My vystupaem za komsomolom. Blizitsja era svetlych godov, Klič pionera – «Vsegda bud' gotov!» Grjanem my družno pesn' udaluju Za pionerov sem'ju trudovuju. Budem primerom bor'by i trudov, Klič pionera – «Vsegda bud' gotov!» My podnimaem aloe znamja, Deti rabočich, smelo za nami! Blizitsja ėra svetlych godov, Klič pionera – «Vsegda bud' gotov!» Vzvejtes' kostrami, sinie noči, My – pionery, deti rabočich. Blizitsja era svetlych godov, Klič pionera – «Vsegda bud' gotov!» | Falò e notti blu, Siamo pionieri, figli dei lavoratori. L'era degli anni luminosi si avvicina, Il grido del pioniere è "Sii sempre pronto!" Un felice passaggio con una canzone divertente Noi rappresentiamo il Komsomol. L'era degli anni luminosi si avvicina, Il grido del pioniere è "Sii sempre pronto!" Canteremo insieme questa canzone Per i pionieri della famiglia lavoratrice. Saremo un esempio di lotta e fatica, Il grido del pioniere è "Sii sempre pronto!" Alziamo lo stendardo scarlatto Figli dei lavoratori, sentitevi liberi di seguirci! L'era degli anni luminosi si avvicina, Il grido del pioniere è "Sii sempre pronto!" Falò e notti blu, Noi siamo pionieri, figli dei lavoratori L'era degli anni luminosi si avvicina, Il grido del pioniere è "Sii sempre pronto!" |

## Campi dei pionieri
La stragrande maggioranza dei pionieri trascorreva le vacanze scolastiche nei campi dei pionieri. In Unione Sovietica, erano attivi più di 40.000 campi pionieristici estivi e per tutto l'anno, accogliendo annualmente circa 10 milioni di bambini. Il campo più importante e famoso a livello internazionale era l'Artek, situato vicino a Gurzuf, RSS Ucraina. Il secondo campo per importanza era l'Orlënok (Territorio di Krasnodar, RSFS Russa) seguito dall'Okean (Territorio del Litorale, RSFSR) e da altri come il Molodaja Gvardija (Regione di Odessa, RSS Ucraina) e lo Zubrenok (Regione di Minsk, RSS Bielorussa).

## Giornali e riviste dei pionieri

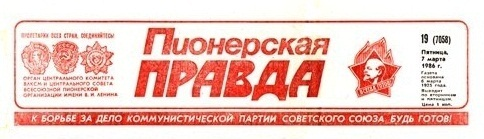
Testata della Pionerskaja pravda, 1986.

Per le organizzazioni pioniere, il Komsomol e i comitati locali pubblicavano giornali e riviste pioniere assieme ad altri libri per bambini, tra cui:
- Pionerskaja pravda (Пионерская правда)
- Pioner (Пионер)
- Kostër (Костёр)
- Junyj technik (Юный техник)
- Junyj naturalist (Юный натуралист)

La Radio e la Televisione Centrale Sovietica trasmettevano regolarmente programmi per pionieri, come il quotidiano radiofonico Pionerskaja Zorka, e i programmi prodotti dallo studio televisivo Orlënok. I documentari mensili Pionera venivano spesso proiettati nei cinema prima dell'inizio di un film.

## Successori
L'organizzazione non ha successori legali ufficiali. Tuttavia, in alcune ex repubbliche sovietiche, sono state fondate organizzazioni che ne rispecchiano la struttura.

### Bielorussia
Il 13 settembre 1990, l'organizzazione pioniera della RSS Bielorussa fu riorganizzata nella "Organizzazione bielorussa pioniera repubblicana" e posta sotto il controllo dell'Unione giovanile repubblicana bielorussa di matrice nazionalista. I colori della cravatta pioniera sono il rosso e il verde, come quelli della bandiera nazionale.

### Federazione Russa

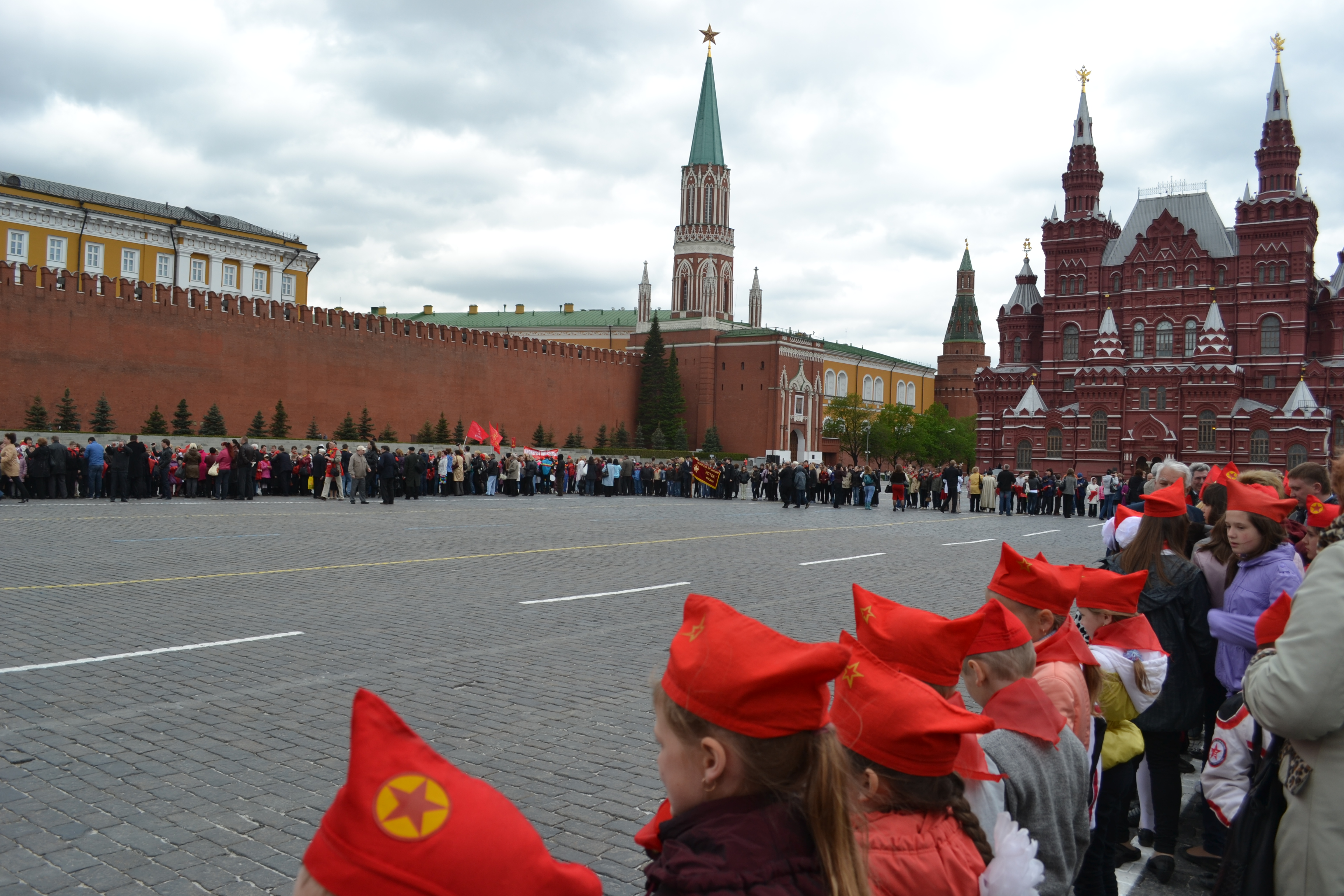
Pionieri sulla Piazza Rossa.

Dopo la dissoluzione dell'URSS e l'auto-scioglimento del Komsomol, le proprietà dell'organizzazione pioniera furono confiscate e consegnate alla SPO-FDO. L'11 luglio 1992, sotto la presidenza dell'ex vicepresidente del Consiglio Centrale dei pionieri Elena Čepurnych, l'XI riunione della SPO-FDO nel campo Artek proclamò il rifiuto di influenze politiche e di partito, diventando così un'associazione volontaria di organizzazioni per l'infanzia. L'associazione fu in seguito ufficialmente registrata presso il Ministero della giustizia della Federazione Russa.
Dal 1998, su iniziativa e sostegno del Partito Comunista della Federazione Russa (PCFR) e del Komsomol Leninista della Federazione Russa (LKSMRF), ogni anno nel giorno dei pionieri (19 maggio) migliaia di bambini provenienti da tutta la Russia si riuniscono sulla Piazza Rossa a Mosca. Le attività ideologiche del movimento dei pioneri, con un carattere puramente simbolico, sono supportate dalle forze di gruppi di iniziativa pubblica e appassionati su base volontaria. Alcune di queste organizzazioni sono il PCFR e lo SPO-FDO.
Nell'ottobre 2010, il presidente russo Dmitrij Medvedev dichiarò di non essere contrario alla rinascita del movimento pioniere e del Komsomol in Russia, senza però la sua componente ideologica e senza la partecipazione dello stato.
Il 29 ottobre 2015, il decreto n. 536 del presidente Vladimir Putin istituì il "Movimento degli scolari russi" (in russo Российское движение школьников?, Rossijskoe dviženie škol’nikov) al fine di migliorare la politica statale nel campo dell'educazione delle giovani generazioni, utilizzando la forma organizzativa del movimento pionieristico.